# Three Pines
Three Pines ou Le Village de Three Pines au Québec, est une série télévisée canadienne en huit épisodes d'environ 52 minutes créée par Emilia di Girolamo (en), diffusée entre le 2 et le 23 décembre 2022 sur Prime Video.
Il s'agit de l'adaptation de la série de romans policiers de l'auteure Louise Penny, centrée sur l'inspecteur Armand Gamache.

## Synopsis
L'inspecteur en chef Armand Gamache voit des choses que les autres ne voient pas : la lumière entre les fissures, le mythique dans le banal et le mal dans ce qui semble ordinaire. En enquêtant sur une série de meurtres à Three Pines, un village apparemment idyllique des Cantons-de-l'Est, au Québec, au Canada, il découvre des secrets enfouis depuis longtemps et doit affronter ses propres fantômes.

## Distribution

### Acteurs principaux
- Alfred Molina (VQ : Guy Nadon) : l'Inspecteur en chef Armand Gamache
- Rossif Sutherland (VQ : lui-même) : Jean-Guy Beauvoir
- Elle-Máijá Tailfeathers (en) (VQ : Rose-Maïté Erkoreka) : Isabelle Lacoste
- Tantoo Cardinal : Bea Mayer
- Clare Coulter (VQ : Anne Caron) : Ruth Zardo
- Sarah Booth (VQ : Geneviève Bédard) : Yvette Nichol
- Anna Tierney : Clara Morrow
- Roberta Battaglia : Crie

### Acteurs secondaires
- Julian Bailey (en) : Peter Morrow
- Frédéric-Antoine Guimond : Olivier Brule
- Pierre Simpson : Gabri Dubeau
- Tamara Brown : Myrna Landers
- Patricia Summersett (en) (VQ : Julie Beauchemin) : Angela Blake
- Max Laferrière (VQ : David Laurin) : Mike Blake
- Marie-France Lambert : Mme Gamache
- Frank Schorpion: Pierre Arnot
- Marcel Jeannin
- Georgina Lightning (en)
- Crystle Lightning
- Isabel Deroy-Olson
- Anna Lambe (en)
- Marie-Josée Bélanger
- Mylène Dinh-Robic
- Laurence Leboeuf : Julia Morrow
- Ali Hand (VQ : Ludivine Reding) : Sophie

 Source et légende : version québécoise (VQ) sur Doublage.qc.ca

## Production
Le 13 mars 2023, la série est annulée.

## Épisodes
1. Sous la glace, 1re partie (White Out, Part 1)
2. Sous la glace, 2e partie (White Out, Part 2)
3. Le Mois le plus cruel, 1re partie (The Cruellest Month, Part 1)
4. Le Mois le plus cruel, 2e partie (The Cruellest Month, Part 2)
5. Défense de tuer, 1re partie (The Murder Stone, Part 1)
6. Défense de tuer, 2e partie (The Murder Stone, Part 2)
7. Le Pendu, 1re partie (The Hangman, Part 1)
8. Le Pendu, 2e partie (The Hangman, Part 2)

## Accueil critique
D'après Hugo Dumas de La Presse, « La série cherche son ton entre le sérieux des enquêtes et le comique découlant des personnages excentriques qui peuplent le village fictif de Three Pines, dans les Cantons-de-l’Est. Comme si la production, écartelée entre Stieg Larsson et Agatha Christie, hésitait à manufacturer un thriller sombre à la Cardinal et un sympathique « qui l’a fait ? » à la Knives Out. Bref, c’est raboteux et « cringe », dirait sûrement un ado. ».